# بیل دارنتون
بیل دارنتون (به انگلیسی: Bill Darnton) (زادهٔ ۱۶ ژوئن ۱۹۴۰) شناگر اهل ایالات متحده آمریکا است.